# 洪積台地

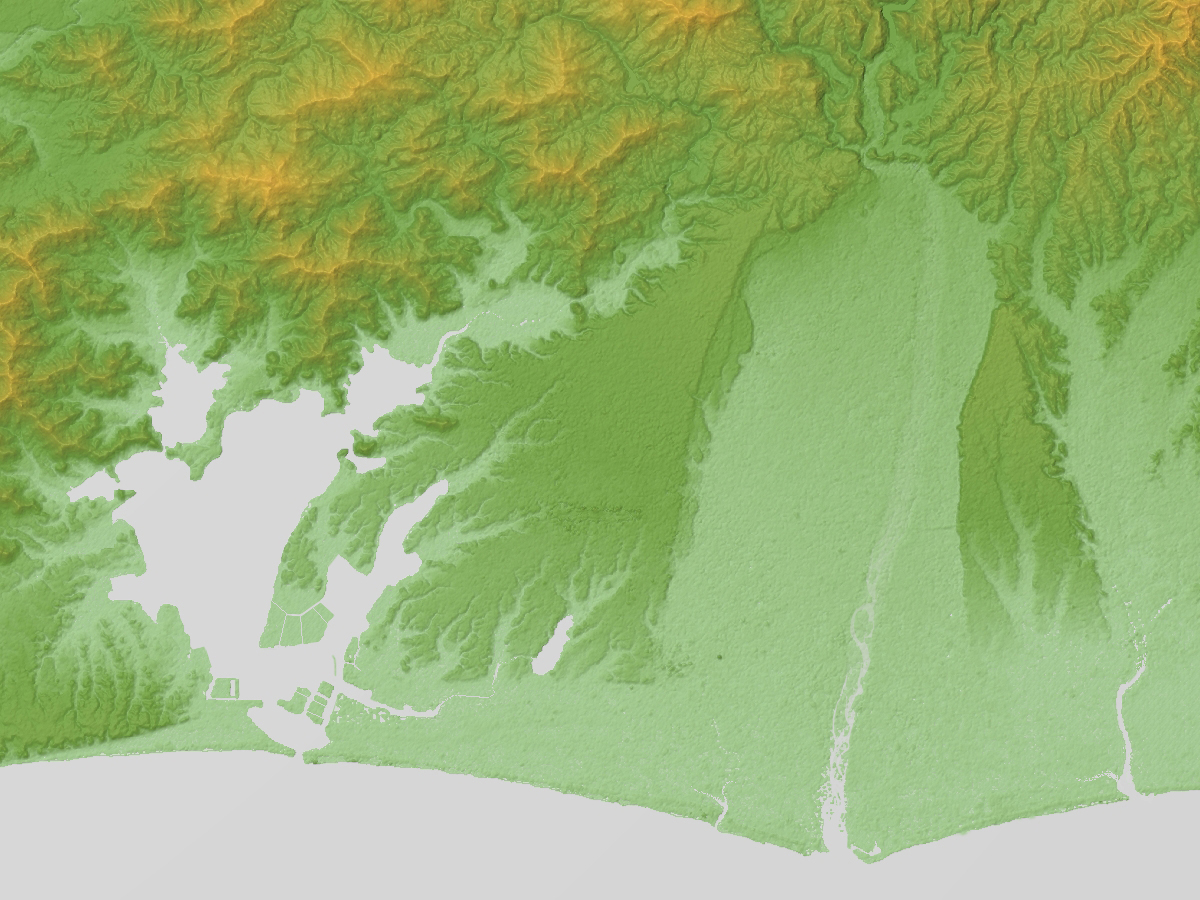
静岡県西部の地形図。
三方原洪積台地(西)と磐田原洪積台地(東)。その間が天竜川。

洪積台地（こうせきだいち、英語：diluvial upland）とは、更新世（洪積世）において形成された平坦面が、その後隆起したことで形成された扇状地や三角州、台地の総称。一般に小規模であり、標高も低い（牧之原台地には標高が200mに達する部分があるなど例外もある）。基本的に水はけがよく、比較的平坦かつ地盤特性が良好で洪水の心配もないため、建築基礎地盤として好条件にあることが多い。水田には適さないため、畑作や果樹園、茶畑などに利用されることが多い。

## 概要
洪積 （diluvial）は「ノアの洪水」を意味し、そのような天変地異を前提とした解釈を背後に持つ用語のため、地形学で用語「洪積台地」は使わなくなっており「最終間氷期とそれ以降に形成された段丘」のことを，単に「台地」と呼ぶようになっている。2017年現在の高校地理教科書9冊でも、6冊は「台地」とし、3冊はそれぞれ「洪積台地」、「台地（洪積台地）」「台地は洪積台地と呼ばれてきた」と記述している。

## 日本の主な洪積台地
根釧台地
北海道の根室振興局から釧路総合振興局にかけて広がる面積5,000km2、標高100 - 200mの日本最大規模の台地。火山灰層に覆われ、格子状防風林が有名。
武蔵野台地
関東ローム層からなる水はけのよい土壌で、江戸時代に玉川上水などの灌漑が整備され耕地化がなされた。宅地化が進んでいるものの農地も多く残っており、埼玉県の一部で大規模な畑作が行われている。
大宮台地
関東ローム層からなる。埼玉県中央部、武蔵野台地と下総台地の間に位置し、宅地化が進んでいる。
下総台地 （常総台地）
千葉県北部および茨城県南部一帯に広がり、埼玉県東端にかかる関東ローム層からなる台地。千葉県部分は北総台地、茨城県部分は常陸台地、埼玉県部分は宝珠花台地・金杉台地と呼ばれるが、これらは赤堀川（現在の利根川の一部）・江戸川開削で切り離されたものである。西部では武蔵野台地同様に比較的低く平坦であるが、東に行くほど標高が高くなる。首都東京の近郊農業で国内有数の農業産出額を誇る。下総台地西部には江戸時代には小金牧という放牧地が広がっていたが、江戸時代から明治時代にかけて大規模な開墾が行われた。第二次世界大戦中に内陸工業地帯としての開発が始まり、戦後は東京のベッドタウンとして大規模ニュータウンが次々と作られ、宅地化も進んでいる。
牧之原台地 （牧ノ原台地）
静岡県中西部、遠州地方東南部にある台地。おもに茶の栽培が行われている。
三方原台地
静岡県浜松市に属し、三方ヶ原の戦いの古戦場として知られる。茶の栽培が盛んに行われている。
熱田台地・御器所台地
名古屋市中心部ならびに東部を形成する台地。
上町台地
大阪市中央部を南北に走る台地。最北に大阪城があり、官庁街、住宅街として発展している。